# Dobiran
Dobīrān (farsi دبیران) è una città dello shahrestān di Zarrindasht, circoscrizione Centrale, nella provincia di Fars. Aveva, nel 2006, una popolazione di 9.897 abitanti. 